# Robert Felisiak
Robert Felisiak, né le 11 octobre 1962 à Wrocław, est un escrimeur polonais, pratiquant l'épée. Il prend la nationalité allemande en 1988.

## Palmarès

### Jeux olympiques d'été
- 1992 à Barcelone
  -  Médaille d'or en épée par équipe

### Championnats du monde
- en 1991 à Budapest:
  -  Médaille d'argent en individuel
  -  Médaille de bronze par équipe
- en 1989 à Denver:
  -  Médaille d'argent en individuel

### Coupe du monde
- en 1985:
  -  Médaille d'or en individuel

### Championnats d'Europe
- Médaille de bronze en équipes en 1982 à Mödling

### Championnats de Pologne
- en 1984 et 1987:
  - 2  Champion de Pologne